# Rakel
Eine Rakel (vom französischen racle bzw. vom niederdeutschen rack = scharf) ist ein Werkzeug, um Überschüsse von viskosen Stoffen abzustreifen oder Folien glatt zu streichen.

## Druckrakel

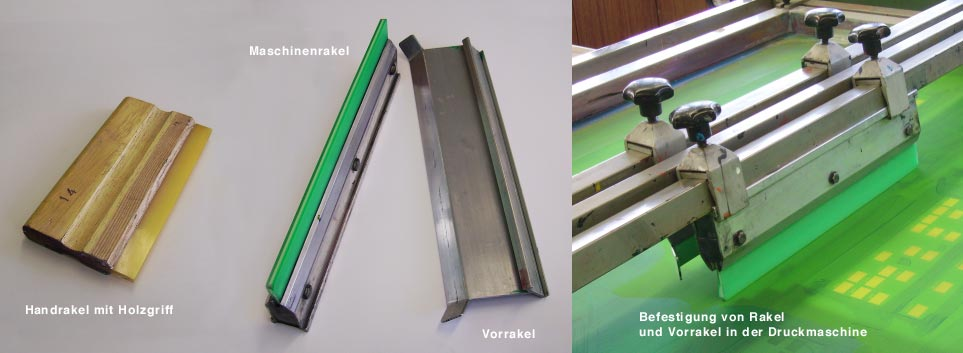
Siebdruck: Handrakel, Maschinenrakel

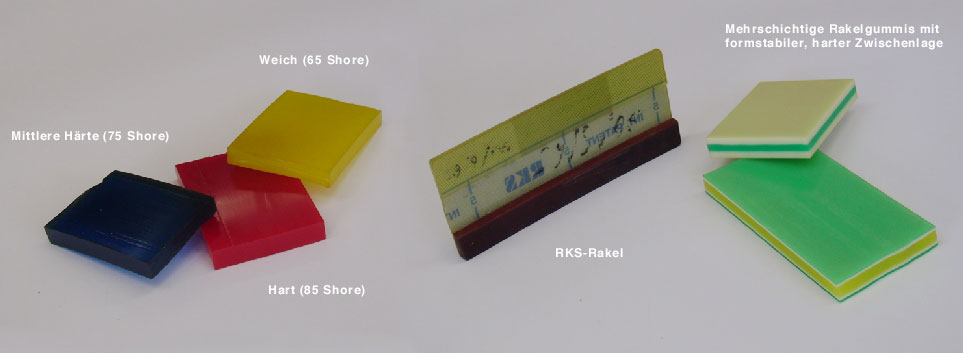
Siebdruck: Rakelhärten, Spezialrakel

In der Drucktechnik gibt es zwei Typen der Rakel:
Beim Tiefdruck ist die Rakel ein messerartig geschliffenes Stahlband mit oder ohne Stützrakel. Damit wird überschüssige Druckfarbe von den Stegen des Druckzylinders abgestreift, so dass nur noch die Näpfchen mit Farbe gefüllt sind. Diesen Vorgang nennt man abrakeln. Im Flexodruck wird die Rakel zur Entfernung überschüssiger Farbe auf den Stegen der Rasterwalze genutzt. Im Flachdruck hat dieses Werkzeug eine ähnliche Funktion wie im Tiefdruck und wird dazu genutzt, die Farbe von den Farbwalzen zu entfernen. Dies geschieht allerdings nicht während des Drucks, sondern nur beim Farbwechsel respektive bei Arbeitsende.
Beim Siebdruck besteht die Druckrakel  aus Gummi oder Kunststoff mit einer scharf- oder rundgeschliffenen Kante. In der Vergangenheit gab es dieses Werkzeug auch in einer einem Messer ähnlichen Form. Dieses Messer bestand aus Holz oder Metall. Es wird dazu verwendet, die Druckfarbe durch die Öffnungen im Sieb auf den Bedruckstoff zu pressen. Dabei wird die Rakel, die auch teilweise mit einer Filz- oder Gummikante versehen ist, hin und her bewegt.
Dabei können Rakelstreifen entstehen.

## Beschichtungstechnik
In Beschichtungsanlagen z. B. für die Textilveredelung werden diverse Rakeltypen eingesetzt:
- Gummituchrakel
- Kastenrakel
- Luftrakel
- Messerrakel
- Magnetrollrakel
- Spiralrakel
- Stützrakel
- Tischrakel
- Walzenrakel

## Malerei
Wenn mit Öl gemalt wird, ist die Rakel das Abstreifholz für überschüssige Farbe.
Der Maler Karl Otto Götz arbeitete mit der Rakel sowie sein Schüler Gerhard Richter. Diese wurde über eine Leinwand gezogen, solange die Farben noch feucht sind, um zufällige Muster zu erzielen. Der Maler Walter Zimmermann verwendete die Rakel anstelle des Pinsels, um sich so radikal wie möglich von der gegenständlichen Malerei zugunsten reiner Farbigkeit abzuwenden.

## Membrantechnik
In der Membrantechnik werden Polymerlösungen mit einer Metall-Rakel ausgestrichen und mittels Phaseninversion zu Flachmembranen gefällt.

## Beschriftungstechnik
In der Beschriftungstechnik und Werbetechnik werden Kunststoffspachtel oder Filzklötzchen verwendet, um selbstklebende Schriften oder Grafiken, z. B. digitalbedruckte Selbstklebefolien, die bereits von der Montagefolie abgezogen sind, auf das zu beschriftende Objekt festzudrücken. Verwendet wird diese Art der Rakel von Schilder- und Lichtreklameherstellern.